# أليشيوانيلا جيوتالية
أليشيوانيلا جيوتالية (بالإنجليزية: Alishewanella jeotgali)‏ هو أحد أنواع البكتيريا التابع لجنس الأليشيوانيلا ضمن شعبة المتقلبات.